# Kanton Cahors-Sud
Kanton Cahors-Sud (francouzsky Canton de Cahors-Sud) je francouzský kanton v departementu Lot v regionu Midi-Pyrénées. Tvoří ho pět obcí.

## Obce kantonu
- Arcambal
- Cahors (jižní část)
- Labastide-Marnhac
- Le Montat
- Trespoux-Rassiels